# Anieliny
Anieliny is een plaats in het Poolse district  Nakielski, woiwodschap Koejavië-Pommeren. De plaats maakt deel uit van de gemeente Sadki en telt 421 inwoners.

## Verkeer en vervoer
- Station Anieliny